# Mladen Bestvina
Mladen Bestvina (Osijek, 1959) é um matemático croata-estadunidesne, que trabalha na área de teoria geométrica de grupos. É Distinguished Professor do Departamento de Matemática da Universidade de Utah.
Mladen Bestvina foi três vezes medalhista da Olimpíada Internacional de Matemática (duas medalhas de prata em 1976 e 1978 e uma medalha de bronze em 1977). Obteve o bacharelado em 1982 na Universidade de Zagreb. Obteve um PhD em matemática em 1984 na Universidade do Tennessee, orientado por John Walsh. Foi professor visitante no Instituto de Estudos Avançados de Princeton em 1987-1988 e 1990-1991. Bestvina foi professor da Universidade da Califórnia em Los Angeles (UCLA), e em 1993 professor do Departamento de matemática da Universidade de Utah. Foi Distinguished Professor da Universidade de Utah em 2008.
Foi palestrante convidado do Congresso Internacional de Matemáticos em Pequim (2002).
Em 2012 foi eleito fellow da American Mathematical Society.
Para o Congresso Internacional de Matemáticos de 2022 em São Petersburgo está listado como palestrante plenário.

## Publicações selecionadas
- Bestvina, Mladen, Characterizing k-dimensional universal Menger compacta. Memoirs of the American Mathematical Society, vol. 71 (1988), no. 380
- Bestvina, Mladen; Feighn, Mark, Bounding the complexity of simplicial group actions on trees. Inventiones Mathematicae, vol. 103 (1991), no. 3, pp. 449–469
- Bestvina, Mladen; Mess, Geoffrey, The boundary of negatively curved groups. Journal of the American Mathematical Society, vol. 4 (1991), no. 3, pp. 469–481
- Mladen Bestvina, and Michael Handel, Train tracks and automorphisms of free groups. Annals of Mathematics (2), vol.  135  (1992),  no. 1, pp. 1–51
- M. Bestvina and M. Feighn, A combination theorem for negatively curved groups. Journal of Differential Geometry, Volume 35 (1992), pp. 85–101
- M. Bestvina and M. Feighn. Stable actions of groups on real trees. Inventiones Mathematicae, vol. 121 (1995), no. 2, pp. 287 321
- Bestvina, Mladen and Brady, Noel, Morse theory and finiteness properties of groups. Inventiones Mathematicae, vol. 129 (1997), no. 3, pp. 445–470
- Mladen Bestvina, Mark Feighn, and Michael Handel. The Tits alternative for Out(Fn). I. Dynamics of exponentially-growing automorphisms. Annals of Mathematics (2), vol. 151  (2000),  no. 2, pp. 517–623
- Mladen Bestvina, Mark Feighn, and Michael Handel.  The Tits alternative for Out(Fn). II. A Kolchin type theorem. Annals of Mathematics (2), vol. 161  (2005),  no. 1, pp. 1–59
- Bestvina, Mladen; Bux, Kai-Uwe; Margalit, Dan, The dimension of the Torelli group. Journal of the American Mathematical Society, vol. 23 (2010), no. 1, pp. 61–105